# Іщево (Сланцевське міське поселення)
Іщево (рос. Ищево) — присілок у Сланцевському районі Ленінградської області Російської Федерації.
Населення становить 6 осіб. Належить до муніципального утворення Сланцевське міське поселення.

## Історія
Згідно із законом від 1 вересня 2004 року № 47-оз належить до муніципального утворення Сланцевське міське поселення.

## Населення
1. Н/Д[2]

1. Н/Д[3]